# 1281
Il 1281 (MCCLXXXI in numeri romani) è un anno  del XIII secolo.

## Eventi
2º attacco mongolo al giappone

## Nati
- 29 marzo - Castruccio Castracani, militare e politico italiano († 1328)
- 18 maggio - Agnese d'Asburgo, regina († 1364)
- 4 agosto - Külüg Khan, imperatore cinese († 1311)
- 25 dicembre - Alice de Lacy, nobile britannica († 1348)
- Alaeddin Pasha, principe ottomano († 1331)
- Jurij di Mosca, russo († 1325)
- Nizamüddin Ahmed Pascià, politico ottomano († 1380)
- Orhan I, sultano ottomano († 1362)
- Hamdallah Mustawfi, geografo, storico e poeta persiano

## Morti
- 16 febbraio - Gertrude di Hohenberg, nobildonna tedesca (n. 1225)
- 22 febbraio - Guiscardo de Suardi, vescovo cattolico italiano
- 24 febbraio - Denha I, vescovo cristiano orientale siro (n. 1225)
- 24 agosto - Guglielma di Milano, mistica italiana
- 20 settembre - Reinardo I di Hanau, nobile tedesco (n. 1225)
- 6 novembre - Aiglerio, arcivescovo cattolico francese
- 20 dicembre - Hartmann d'Asburgo, nobile
- 24 dicembre - Enrico V di Lussemburgo, conte
- Accursia, giurista italiana (n. 1230)
- Mastro Adamo, italiano
- Anna d'Ungheria, imperatrice bizantina (n. 1260)
- Arakhan, militare e politico mongolo (n. 1233)
- Enrico I d'Avaugour, nobile francese (n. 1205)
- Ertuğrul, turkmeno
- Raniero Fasani, religioso e francescano italiano
- Ivailo di Bulgaria, imperatore bulgaro
- Teodora di Arta, bizantina (n. 1210)

## Calendario
| Calendario 1281 | Calendario 1281 | Calendario 1281 | Calendario 1281 | Calendario 1281 | Calendario 1281 | Calendario 1281 | Calendario 1281 | Calendario 1281 | Calendario 1281 | Calendario 1281 | Calendario 1281 | Calendario 1281 | Calendario 1281 | Calendario 1281 | Calendario 1281 | Calendario 1281 | Calendario 1281 | Calendario 1281 | Calendario 1281 | Calendario 1281 | Calendario 1281 | Calendario 1281 | Calendario 1281 | Calendario 1281 | Calendario 1281 | Calendario 1281 | Calendario 1281 | Calendario 1281 | Calendario 1281 | Calendario 1281 | Calendario 1281 | Calendario 1281 |
| --------------- | --------------- | --------------- | --------------- | --------------- | --------------- | --------------- | --------------- | --------------- | --------------- | --------------- | --------------- | --------------- | --------------- | --------------- | --------------- | --------------- | --------------- | --------------- | --------------- | --------------- | --------------- | --------------- | --------------- | --------------- | --------------- | --------------- | --------------- | --------------- | --------------- | --------------- | --------------- | --------------- |
|                 | 1               | 2               | 3               | 4               | 5               | 6               | 7               | 8               | 9               | 10              | 11              | 12              | 13              | 14              | 15              | 16              | 17              | 18              | 19              | 20              | 21              | 22              | 23              | 24              | 25              | 26              | 27              | 28              | 29              | 30              | 31              |                 |
| Gennaio         | Me              | Gi              | Ve              | Sa              | Do              | Lu              | Ma              | Me              | Gi              | Ve              | Sa              | Do              | Lu              | Ma              | Me              | Gi              | Ve              | Sa              | Do              | Lu              | Ma              | Me              | Gi              | Ve              | Sa              | Do              | Lu              | Ma              | Me              | Gi              | Ve              |                 |
| Febbraio        | Sa              | Do              | Lu              | Ma              | Me              | Gi              | Ve              | Sa              | Do              | Lu              | Ma              | Me              | Gi              | Ve              | Sa              | Do              | Lu              | Ma              | Me              | Gi              | Ve              | Sa              | Do              | Lu              | Ma              | Me              | Gi              | Ve              |                 |                 |                 |                 |
| Marzo           | Sa              | Do              | Lu              | Ma              | Me              | Gi              | Ve              | Sa              | Do              | Lu              | Ma              | Me              | Gi              | Ve              | Sa              | Do              | Lu              | Ma              | Me              | Gi              | Ve              | Sa              | Do              | Lu              | Ma              | Me              | Gi              | Ve              | Sa              | Do              | Lu              |                 |
| Aprile          | Ma              | Me              | Gi              | Ve              | Sa              | Do              | Lu              | Ma              | Me              | Gi              | Ve              | Sa              | Do              | Lu              | Ma              | Me              | Gi              | Ve              | Sa              | Do              | Lu              | Ma              | Me              | Gi              | Ve              | Sa              | Do              | Lu              | Ma              | Me              |                 |                 |
| Maggio          | Gi              | Ve              | Sa              | Do              | Lu              | Ma              | Me              | Gi              | Ve              | Sa              | Do              | Lu              | Ma              | Me              | Gi              | Ve              | Sa              | Do              | Lu              | Ma              | Me              | Gi              | Ve              | Sa              | Do              | Lu              | Ma              | Me              | Gi              | Ve              | Sa              |                 |
| Giugno          | Do              | Lu              | Ma              | Me              | Gi              | Ve              | Sa              | Do              | Lu              | Ma              | Me              | Gi              | Ve              | Sa              | Do              | Lu              | Ma              | Me              | Gi              | Ve              | Sa              | Do              | Lu              | Ma              | Me              | Gi              | Ve              | Sa              | Do              | Lu              |                 |                 |
| Luglio          | Ma              | Me              | Gi              | Ve              | Sa              | Do              | Lu              | Ma              | Me              | Gi              | Ve              | Sa              | Do              | Lu              | Ma              | Me              | Gi              | Ve              | Sa              | Do              | Lu              | Ma              | Me              | Gi              | Ve              | Sa              | Do              | Lu              | Ma              | Me              | Gi              |                 |
| Agosto          | Ve              | Sa              | Do              | Lu              | Ma              | Me              | Gi              | Ve              | Sa              | Do              | Lu              | Ma              | Me              | Gi              | Ve              | Sa              | Do              | Lu              | Ma              | Me              | Gi              | Ve              | Sa              | Do              | Lu              | Ma              | Me              | Gi              | Ve              | Sa              | Do              |                 |
| Settembre       | Lu              | Ma              | Me              | Gi              | Ve              | Sa              | Do              | Lu              | Ma              | Me              | Gi              | Ve              | Sa              | Do              | Lu              | Ma              | Me              | Gi              | Ve              | Sa              | Do              | Lu              | Ma              | Me              | Gi              | Ve              | Sa              | Do              | Lu              | Ma              |                 |                 |
| Ottobre         | Me              | Gi              | Ve              | Sa              | Do              | Lu              | Ma              | Me              | Gi              | Ve              | Sa              | Do              | Lu              | Ma              | Me              | Gi              | Ve              | Sa              | Do              | Lu              | Ma              | Me              | Gi              | Ve              | Sa              | Do              | Lu              | Ma              | Me              | Gi              | Ve              |                 |
| Novembre        | Sa              | Do              | Lu              | Ma              | Me              | Gi              | Ve              | Sa              | Do              | Lu              | Ma              | Me              | Gi              | Ve              | Sa              | Do              | Lu              | Ma              | Me              | Gi              | Ve              | Sa              | Do              | Lu              | Ma              | Me              | Gi              | Ve              | Sa              | Do              |                 |                 |
| Dicembre        | Lu              | Ma              | Me              | Gi              | Ve              | Sa              | Do              | Lu              | Ma              | Me              | Gi              | Ve              | Sa              | Do              | Lu              | Ma              | Me              | Gi              | Ve              | Sa              | Do              | Lu              | Ma              | Me              | Gi              | Ve              | Sa              | Do              | Lu              | Ma              | Me              |                 |